# Renato Cinco
Renato "Cinco" Athayde Silva (Rio de Janeiro, 25 de maio de 1974) é sociólogo, ex-vereador e conhecido ativista pela legalização da maconha. Cursou o ensino médio no Colégio Pedro II e é formado em ciências sociais pela UFRJ. Foi eleito vereador do Rio de Janeiro pelo PSOL, em 2012, com 12.498 votos. A primeira lei conquistada pelo mandato foi a 5858/2015, que institui a “Campanha Permanente de Combate ao Machismo e Valorização das Mulheres” nas escolas públicas do Município do Rio de Janeiro.
Cinco participa da organização da Marcha da Maconha desde 2005. Em 21 de abril de 2008 foi preso junto com outros militantes antiproibicionistas quando distribuíam panfletos sobre a Marcha da Maconha, acusado de "apologia de fato criminoso". Entretanto, a justiça determinou o arquivamento do processo, por entender que a crítica dirigida à legislação penal e a defesa da sua modificação estavam amparadas pelo direito de liberdade de expressão. Em 2009, Renato Cinco foi um dos subscritores da Representação dirigida à Procuradoria-Geral da República que deu origem à Adpf 187. Nesta ação, por decisão unânime, o STF reconheceu a legalidade das manifestações públicas em defesa da legalização das drogas.
Nas eleições de 2014 foi candidato a Deputado Federal e recebeu 27.965 votos, ficando com a primeira suplência do PSOL para a Câmara dos Deputados. Em 2016, Renato Cinco foi reeleito para a Câmara de Vereadores com 17.162 votos. Foi presidente da Comissão Especial de Enfrentamento do Colapso Hídrico e vice-presidente da Comissão de Defesa dos Direitos Humanos, ambas da Câmara Municipal do Rio de Janeiro. 
Renato Cinco também foi responsável por uma campanha online em favor da expulsão do Deputado Cabo Daciolo do PSOL, em decorrência de suas opiniões em favor da libertação de policiais acusados de tortura e homicídio.
Após a derrota eleitoral em 2020, Renato Cinco deixou o PSOL e abandonou a política partidária.